# Kåtatjärnen (Degerfors socken, Västerbotten)
Kåtatjärnen är en sjö i Vindelns kommun i Västerbotten och ingår i Sävaråns huvudavrinningsområde.